# Nola (Yusupov)
Nola ist ein Konzert für verschiedene Flöten (Querflöte, Bassflöte, Kontrabassflöte) und Streichorchester des tadschikischen Komponisten Benjamin Yusupov.
Das zweisätzige Werk wurde 1994 geschrieben und am 31. Mai 1995 mit dem Flötisten Matthias Ziegler (in dessen Auftrag es auch entstand) und dem Zürcher Kammerorchester unter Edmond de Stoutz  uraufgeführt. Das Wort Nola kommt aus dem Persischen und bedeutet Sanftheit, winzige Klangveränderung, aber auch Ausschmückung eines Klangs.
Die Spieldauer des bei Sikorski verlegten Konzertes beträgt etwa 23 Minuten. Eine CD-Einspielung beim Label Arte Nova mit Matthias Ziegler als Solist liegt vor.

## Klangfarbe
In Nola verwendet Yusopov neben der Flöte in Sopranlage, wie sie geläufig ist, noch einige andere Mitglieder der Flötenfamile, die man sonst in Konzertsälen kaum hört und sieht. Es sind das die Bass- und Kontrabassflöte sowie eine Flöte mit Membran. „Dieses Werk sucht nach Klangefekten, die von Flöten und Streichern erzeugt werden. Die Kombination mit Ethnomusik ist zugleich eine Verbindung mit östlicher Musikästhetik“, so der Komponist. Die Bass- und Kontrabassflöte wird elektroakustisch verstärkt. Durch den Einsatz von Mikrofonen in den Flöten werden Geräusche hörbar gemacht, welche normalerweise nur in unmittelbarer Nähe des Instruments zu hören sind.

## Aufbau
Das Konzert besteht aus zwei Sätzen. Der erste Satz wird langsam gespielt, ist „dramatisch, voll expressiver Melodien und er kulminiert in einer Manifestation innerer Schönheit“. Der zweite Satz ist schnell angelegt. Er erfordert hohe Virtuosität und „gibt dem Solisten die Möglichkeit, seine Kunstfertigkeit und professionellen Fähigkeiten zu zeigen“. Dieser Satz ist zugleich auch für das Orchester eine Herausforderung: „Es muss nicht nur mit dem Solisten, sondern auch mit dem Loop Delay Schritt halten. Letzteres ist ein Gerät, das der Solist bedient, um einen Rhythmus zu erzeugen, der als Basis für den Dialog zwischen Solo und Orchester dient.“